# Gowanbank

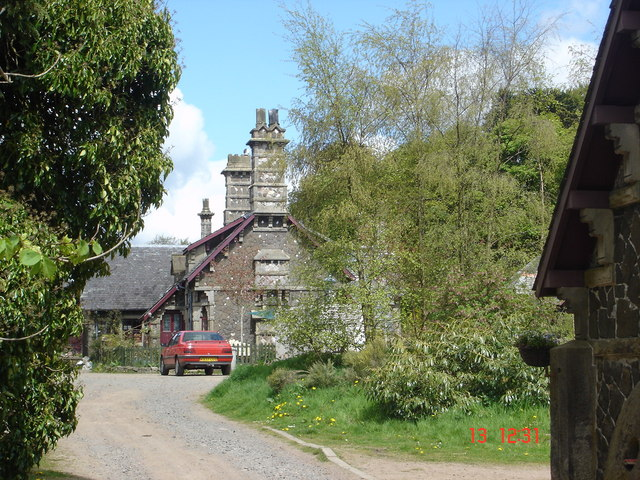
Gowanbank

Gowanbank ist ein Bauernhof nahe der schottischen Stadt Avonbridge in der Council Area West Lothian. 1982 wurde das Bauwerk in die schottischen Denkmallisten in der höchsten Denkmalkategorie A aufgenommen.

## Geschichte
Das ursprüngliche Gehöft wurde um das Jahr 1820 erbaut. Nachdem der Architekt James Gowans die Anlage 1842 von seinem Vater übernommen hatte, begann er mit der Umgestaltung des schlichten Bauwerks. Außerdem fügte Gowans bis 1862 weitere Außengebäude hinzu. In den 1990er Jahren wurde die Anlage restauriert.

## Beschreibung
Das Gehöft liegt isoliert an der Nordwestgrenze von West Lothian rund einen Kilometer südöstlich von Avonbridge. Das ursprünglich längliche Bauernhaus erweiterte Gowans zu einem Gebäude mit grob U-förmigem Grundriss. Das zweistöckige Haus besteht aus Bruchstein, vorbei die Gebäudekanten und -öffnungen mit Granit abgesetzt sind, der auch für die Gurtgesimse verwendet wurde. Das ursprüngliche Gebäude ist zwei Achsen weit. Ein drei Achsen weiter Anbau aus dem Jahre 1862 ist mit drei markanten und steilen Schleppgauben gestaltet. Ebenso wie bei den Außengebäuden ist auch das Bauernhaus mit Schiefer eingedeckt.